# Vidracibet
A vidracibet, vagy más néven mampalon (Cynogale bennettii) az emlősök (Mammalia) osztályába a  ragadozók (Carnivora) rendjébe és a cibetmacskafélék családjába tartozó Cynogale nem egyetlen faja.

## Előfordulása
Mianmar, Thaiföld, Malajzia, Indonézia és Brunei területén honos.

## Megjelenése
Feketés szőrzete van. Testhossza 705–880 mm. Testtömege 3–5 kg.

## Életmódja
A vidracibet jó úszó. Tápláléka halak, puhatestűek, rákok, kisebb emlősök és madarak.

## Természetvédelmi állapota
Az élőhelyének elvesztése fenyegeti. Az IUCN vörös listáján a végveszélyben lévő kategóriában szerepel.